# لی چیان (بوکسور)
لی چیان (انگلیسی: Li Qian؛ زادهٔ ۶ ژوئن ۱۹۹۰) بوکسور زن اهل چین است.
از افتخارات وی میتوان به کسب مدال برنز وزن Middleweight در بازی‌های المپیک تابستانی ۲۰۱۶ اشاره کرد.